# كاستيل دي يوديكا
جوذقة أو قلعة يُدِيكة أو (نقحرة: كاستيل دي يوديكا) (بالإيطالية: Castel di Iudica)‏ هي بلدة تقع في مقاطعة قطانية في صقلية في إيطاليا .

## السكان
في سنة 1861 بلغ عدد السكان 993 نسمة، وتطور العدد ليصل في سنة 2011 لـ 4٬748 نسمة.
يظهر هذا المخطط البياني تطور النمو السكاني لـ كاستيل دي يوديكا